# Epibulus insidiator
Epibulus insidiator - gatunek ryby z rodziny wargaczowatych.
Występowanie: rafy koralowe od Morza Czerwonego po Hawaje, Japonię i Nową Kaledonię, na głębokościach do 40 m p.p.m.

## Opis
Osiąga do 54 cm długości.